# Past Orbits of Dust
Past Orbits of Dust es un álbum en vivo del grupo inglés de rock progresivo Renaissance, editado en el año 2012.
Este trabajo recoge material en directo a lo largo de diferentes países, de la primera formación de Renaissance durante los años 1969 y 1970.
También se incluye un corto tema en estudio grabado en aquella época.

## Lista de canciones
1. "Kings and Queens" (14:47) 
2. "Bullet" (14:47) 
3. "Innocence" (10:43) 
4. "Wanderer" (4:11) 
5. "Face of Yesterday" (6:03) 
6. "No Name Raga" (14:23) 
7. "Island" (5:45) 
8. "Kings and Queens" (10:45) 
9. "Statues" (2:31) 

## Integrantes
- Keith Relf - voz, guitarras
- Jim McCarty - batería, percusiones, voz
- John Hawken - piano
- Jane Relf - voz
- Louis Cennamo - bajo